# Loveland (Washington)
Loveland war eine Gemeinde nordöstlich der heutigen Stadt Roy im Pierce County im US-Bundesstaat Washington. Loveland liegt innerhalb des census-designated place Spanaway.